# Gustav Borrmann
Gustav Borrmann (* 25. September 1895 in Halle (Saale); † 7. Juni 1975 in Berlin) war ein deutscher KPD-Funktionär, Widerstandskämpfer gegen den Nationalsozialismus und Abteilungsleiter im Ministerium für Staatssicherheit (MfS) der DDR.

## Leben
Der Arbeitersohn Gustav Borrmann trat 1911 der Sozialistischen Arbeiterjugend (SAJ) bei. 1913/14 erlernte er den Beruf des Steindruckers, wurde dann zum Militärdienst eingezogen und kämpfte bis 1918 im Ersten Weltkrieg. Bereits 1916 war er Mitglied der Spartakusgruppe und gehörte 1919 zu den Mitbegründern der KPD in Sachsen-Anhalt. 1920/21 saß Borrmann in der Folge des Kapp-Putsches und seines Engagements in der Militärkommission der KPD Halle 18 Monate im Zuchthaus Coswig.
1923 wurde Borrmann Sekretär der KPD Essen und war am Ruhrkampf beteiligt. Noch im selben Jahr wurde er Sekretär des KPD-Bezirks Hessen-Waldeck, 1924 Geschäftsführer der KPD-Bezirks-Buchhandlung Halle-Merseburg und 1929 Leiter der Vertriebsstelle Halle des Neuen Deutschen Verlags und der Arbeiter-Illustrierte-Zeitung. Von 1924 bis 1933 war er Vorsitzender des Rotfrontkämpferbundes (RFB) Halle und stellvertretender Vorsitzender des RFB im Gau Halle-Merseburg.
Nach der Machtergreifung der Nationalsozialisten wurde Borrmann im März 1933 verhaftet und bis März 1934 im KZ Lichtenburg und im KZ Papenburg festgehalten. Nach seiner Entlassung unterstützte er die KPD auch in der Illegalität. 1935 emigrierte Borrmann in die Tschechoslowakei, dann in die Sowjetunion und lebte bis 1941 mit Unterbrechungen in Moskau. 
Von 1936 bis 1939 war Borrmann Angehöriger der Internationalen Brigaden und kämpfte im Spanischen Bürgerkrieg, danach ging er wieder in die UdSSR. 1940/41 war Borrmann Korrektor im Verlag für fremdsprachige Literatur in Moskau. Im Februar 1941 wurde ihm die sowjetische Staatsbürgerschaft zuerkannt. Im Juli 1941 wurde Borrmann Leiter der Politemigranten und Sekretär, 1945/46 Präsident des Gebietskomitees der Roten Hilfe in Karaganda in Kasachstan.
1946 kehrte Borrmann nach Deutschland zurück, wurde Mitglied der SED und stellvertretender Leiter der Landespolizeibehörde Sachsen-Anhalt. 1950 ging er zum MfS und wurde Leiter der Hauptabteilung 1, zuständig für Allgemeines und Personal, und 1951 Leiter der Abteilung Allgemeines. 1953 wurde Borrmann zum Oberst befördert und wurde 1955 Leiter der Abteilung Agitation. 1958 ging er in den Ruhestand.

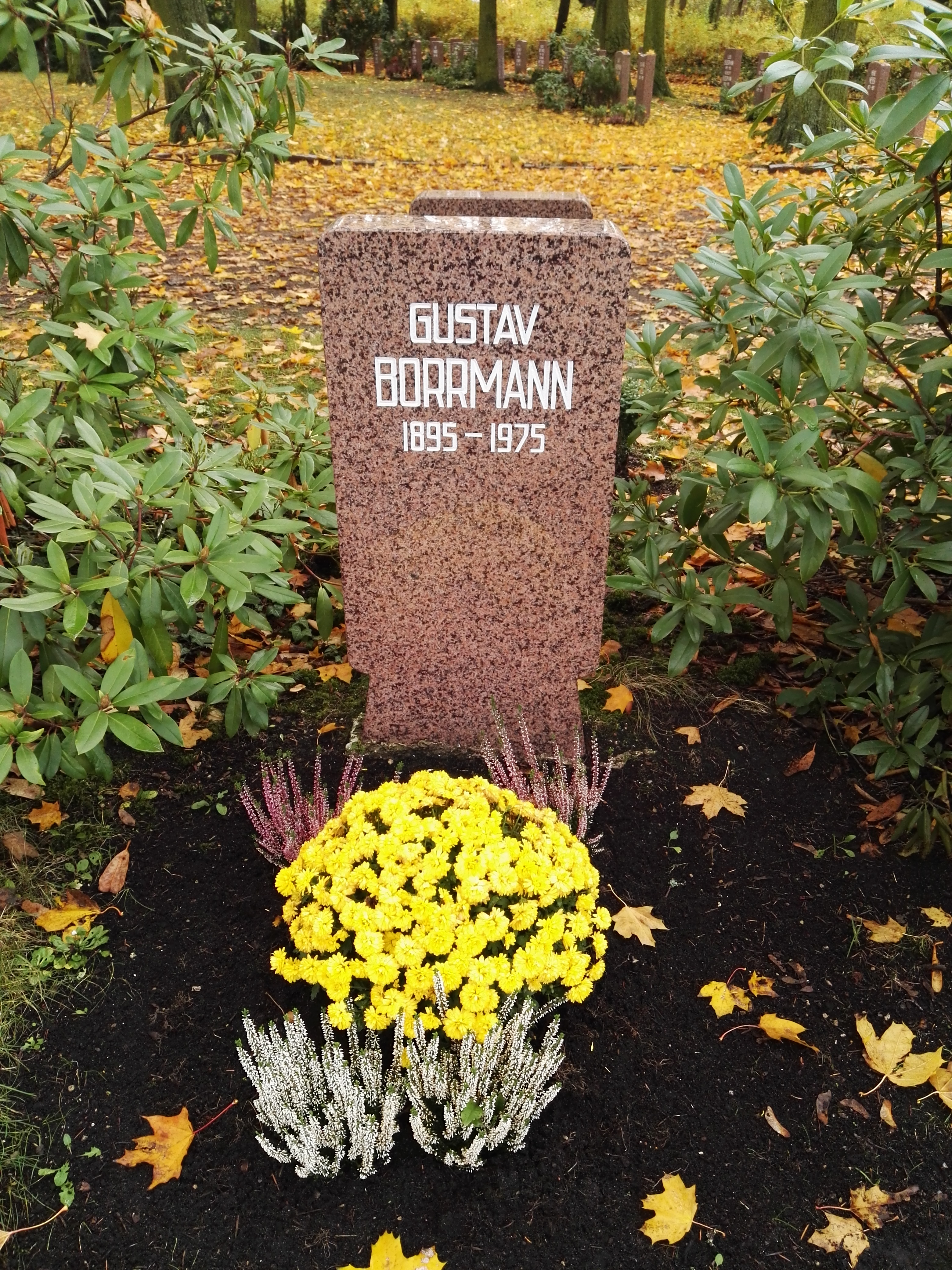
Grabstätte

Seine Urne wurde in der Grabanlage Pergolenweg des Berliner Zentralfriedhofs Friedrichsfelde beigesetzt.

## Ehrungen
- 1957 Vaterländischer Verdienstorden in Silber[2]
- 1965 Vaterländischer Verdienstorden in Gold[3]
- 1970 Karl-Marx-Orden (DDR)